# شهرستان دینگتاو
شهرستان دینگتاو (به لاتین: Dingtao District) یک منطقهٔ مسکونی در چین است که در هزه (شاندونگ) واقع شده‌است.